# Štipendija
Štipendija, (latinsko stipendium), prvotno plača oziroma mezda najemniškega vojaka. Sedaj je štipendija mesečna denarna pomoč, ki jo daje kaka ustanova, skupnost ali sklad za šolanje in študij ali znanstveno in umetniško delo, oziroma izpopolnjevanje.
Denar za štipendijo se zagotavlja iz državnega proračuna ali raznih drugih javnih ali zasebnih finančnih skladov. Tako ločimo državne štipendije, Zoisove štipendije, štipendije za deficitarne poklice, kadrovske štipendije idr.
Štipendist oziroma štipendistka je oseba ki prijema štipendijo.
V Sloveniji je štipendiranje urejeno z zakonom.